# Ciorăști (gmina)
Ciorăști – gmina w Rumunii, w okręgu Vrancea. Obejmuje miejscowości Ciorăști, Codrești, Mihălceni, Salcia Nouă, Salcia Veche, Satu Nou i Spătăreasa. W 2011 roku liczyła 3150 mieszkańców.